# Patras Bokhari
Pir Syed Ahmed Shah Bokhari (Urdu پیر سید احمد شاہ بخاری), in Diplomatenkreisen bekannt als Ahmed Shah Bokhari, A. S. Bokhari oder ASB, öffentlich bekannt unter dem Pseudonym Patras Bokhari (پطرس بخاری; geboren 1. Oktober 1898 in Peshawar, North West Frontier, Britisch-Indien; gestorben 5. Dezember 1958 in New York City, Vereinigte Staaten von Amerika), war ein pakistanischer Hochschullehrer, Rundfunksprecher, Schriftsteller und Diplomat. Er war der erste Ständige Vertreter Pakistans bei den Vereinten Nationen und ein prominenter Vertreter der muslimischen Intelligenz in Südasien.

## Leben

### Jugend und Ausbildung
Bokhari wurde in Peshawar in eine kaschmirische Familie geboren, die im 19. Jahrhundert aus Baramulla, Kaschmir, Britisch-Indien, eingewandert war und davor aus Buchara. Seine Mutter stammte aus der Ethnie der Hindkowaner. Sie starb, als Bokhari acht Jahre alt war. Sein Vater heiratete erneut. Schon vor seiner Einschulung sprach Bokhari fließend Paschtu und Hindko. Bokhari ging in Peshawar in die Edwardes Mission School. Zuhause lernte er den Koran, persische und Urdu-Literatur kennen. In der Schule war er von der englischen Lyrik fasziniert und lernte viele Gedichte auswendig. Anschließend begann er auf Wunsch des Vaters ein Studium der Physik am Islamia College in Peshawar. 1916 wechselte er an das Government College in Lahore, wo 1922 seinen Master in Englischer Literatur machte. Er war dort Mitherausgeber der Hochschulzeitschrift Ravi und Mitglied des Theaterclubs. 1925 vervollständigte er sein Englisch-Studium am Emmanuel College in Cambridge, Großbritannien. Viele Jahre später wurde dort zu seinen Ehren der Bokhari English Prize ins Leben gerufen, mit dem jährlich der beste Englischabsolvent ausgezeichnet wird.

### Beruflicher Werdegang
Nach der Rückkehr aus Großbritannien arbeitete Bokhari von 1927 bis 1939 als Dozent am Government College in Lahore. Patras' Bruder Zulfiqar Ali Bukhari war ein bekannter Radiosprecher in Pakistan. Ahmed Shah Bokhari wurde 1940 bis 1947 Generaldirektor des All India Radio in Delhi. Als Professor für Englische Literatur war er von 1947 bis 1950 Rektor des Government College in Lahore. Die Urdu-Dichter Faiz Ahmed Faiz, Noon Meem Rashid und Kanhaiya Lal Kapoor gehörten zu seinen Schülern. In den zwei Jahrzehnten vor der Teilung Indiens war Bokhari zusammen mit Sufi Ghulam Mustafa Tabassum, M. D. Taseer, Abdul Majeed Salik und anderen Repräsentanten der muslimischen Intelligenz.
Nach der Gründung Pakistans 1947 war Bokhari Mitglied der Delegation von Premierminister Liaquat Ali Khan während dessen Besuchs in den Vereinigten Staaten im Jahr 1950. Bokhari schrieb seit 1949 alle Reden und öffentlichen Äußerungen für den Premierminister. Diese sind in einem Band mit dem Titel Heart of Asia erschienen. Durch seine enge Verbindung zu Liaquat Ali Khan arbeitete Bokhari von 1951 bis 1954 als Ständigen Vertreter Pakistans bei den Vereinten Nationen. Von 1954 bis zu seinem Tod 1958 war er Unterstaatssekretär der Vereinten Nationen und Leiter der Informationsabteilung.
Als Ständiger Vertreter Pakistans bei den Vereinten Nationen verhinderte Bokhari die Abschaffung der UNICEF nach Ende des Zweiten Weltkrieges: Er argumentierte erfolgreich, dass der Bedarf von UNICEF in den Entwicklungsländern viel größer sei, als seine Rolle in europäischen Ländern nach dem Zweiten Weltkrieg. Seine Argumente zwangen sogar Eleanor Roosevelt, die Haltung der Vereinigten Staaten von Amerika, zu ändern.
Sein Beitrag zu den Vereinten Nationen als führender Diplomat wurden von Ralph J. Bunche (Generalsekretär der Vereinten Nationen und Friedensnobelpreisträger) mit folgenden Worten zusammengefasst:

„Ahmed Bokhari war ein Führer, ein Philosoph, ein Gelehrter, in der Tat, wenn auch nicht alt an Jahren, so war er doch eine Art Elder Statesman. Sein wahres Einflussgebiet erstreckte sich über die gesamte Familie der Vereinten Nationen.... Er war sich der Sehnsucht der Menschen auf der ganzen Welt nach Frieden, nach einem besseren Lebensstandard, nach Freiheit und Würde bewusst, aber niemand war sich der Schwierigkeiten und Hindernisse, die überwunden werden mussten, um einen breiten Fortschritt der Menschheit auf diesen Wegen herbeizuführen, stärker bewusst als er.“

Bokhari gehörte zu den ersten Befürwortern von Befreiungsbewegungen in den kolonisierten Ländern Afrikas und des Nahen Ostens, sprach sich gegen die Apartheid in Südafrika aus und setzte sich für die Unabhängigkeit Tunesiens ein. Die Anerkennung dafür wurde ihm von seinen pakistanischen Landsleuten verweigert, so wie es auch Zafarullah Khan erging, wenn auch aus anderen Gründen.

### Hintergrund zum Pseudonym „Patras“
Zur Entwicklung des Pseudonyms „Patras“ gibt es unterschiedliche Darstellungen. Zum einen wird erzählt, dass Bokhari erste englischsprachige Texte in Gedenken an seinen Lehrer Peter Watkins mit „Peter“ unterzeichnete. Andererseits wird von seinem Enkel Z. A. Bokhari als Ausgangspunkt für das Pseudonym auf den Namensteil „Pir“ Bezug genommen.

„Der volle Name meines Bruders lautete Pir Syed Ahmed Shah Bokhari. Unser Schulleiter in Peshawar Mr. Watkins sprach ihn mit seinem Vornamen „Pir“ an, sprach den Namen aber als „Pierre“ aus, als wäre es ein französisches Wort. „Pierre“ auf Französisch bedeutet „Peter“ in Englisch und „Patras“ auf Griechisch.... Aufgrund dieser Bedeutungskette nahm mein Bruder „Patras“ als Pseudonym für seinen Vornamen an.“

Laut Khaled Ahmed in seinem Artikel The House of Patras, der am 13. Mai 1999 in der Friday Times, Lahore, erschien, ist Patras eine persische Adaption einer arabischen Wiedergabe von „Peter“.

### Bedeutung als Gelehrter
Bokhari war in griechischer Philosophie bewandert und schon mit 21 Jahren veröffentlichte er im März 1919 in der Zeitschrift Kehkashan aus Lahore einen Artikel mit dem Titel „Ancient Greek Rulers and Their Thinking“. Während seiner Studienzeit am Government College schrieb er mehrere Texte in Englisch und in Urdu, die in lokalen Zeitschriften wie Makhzan und Kehkashaan veröffentlicht  wurden. Er übersetzte Texte von Shakespeare, Bertrand Russell, Bernard Shaw, R. L. Stevenson, Oscar Wilde, Anatole France und Henri Bergson ins Urdu und schulte dabei sein Englisch. Bokhari sprach schließlich fließend Englisch, Persisch, Urdu, Hindko und Paschtu.
Seine 1927 veröffentlichte Essaysammlung Patras Kay Mazameen (پطرس کے مضامین) enthält vielbeachtete humoristische Texte.
In New York las er zeitweise vierzig Bücher in der Woche, die er aus der Bibliothek auslieh und mit Bemerkungen auf kleinen Zetteln wieder zurückgab.
Bokhari war Zeitgenosse von Allama Iqbal und führte immer wieder philosophische Debatten mit ihm. Eine dieser Debatten mit Iqbal führte er zur Entstehung eines Gedichtes in seinem Buch Zarb-e-Kaleem.

### Familie und Tod
1923 heiratete er Zubaida Wanchoo, eine Panjabi sprechende Kaschmirin und Tochter eines Superintendenten der Polizei. Sie hatten drei Kinder – die beiden Söhne Mansoor und Haroon und die Tochter Roshan Ara. Roshan Ara starb als Kind. In New York lebte Bokhari ohne Familie in einem kleinen Haus am East River.
Patras Bokhari selbst starb am 5. Dezember 1958 noch als Diplomat und wurde auf dem Valhalla Cemetery in New York beigesetzt. Eine geplante Professur für Politikwissenschaften an der Columbia University konnte er daher nicht mehr antreten.
Der US-amerikanische Dichter Robert Frost lieferte den Text für seinen Grabstein:

„Von Eisenwerkzeugen und -waffen / 
An Ahmed S. Bokhari / 
Die Natur spaltet sich in ihrem Innersten / 
Um die Menschen damit zu belästigen, / dass sie sich für eine Seite entscheiden müssen.“

Bokhari war mit Sufi Tabassum, MD Taseer, Imtiaz Ali Taj, Faiz Ahmed Faiz, Manto, Abdul Majeed Salik und Chiragh Hasan Hasrat, Marlon Brando und Greta Garbo befreundet. In einem Nachruf nannte ihn die New York Times einen „Weltbürger“.

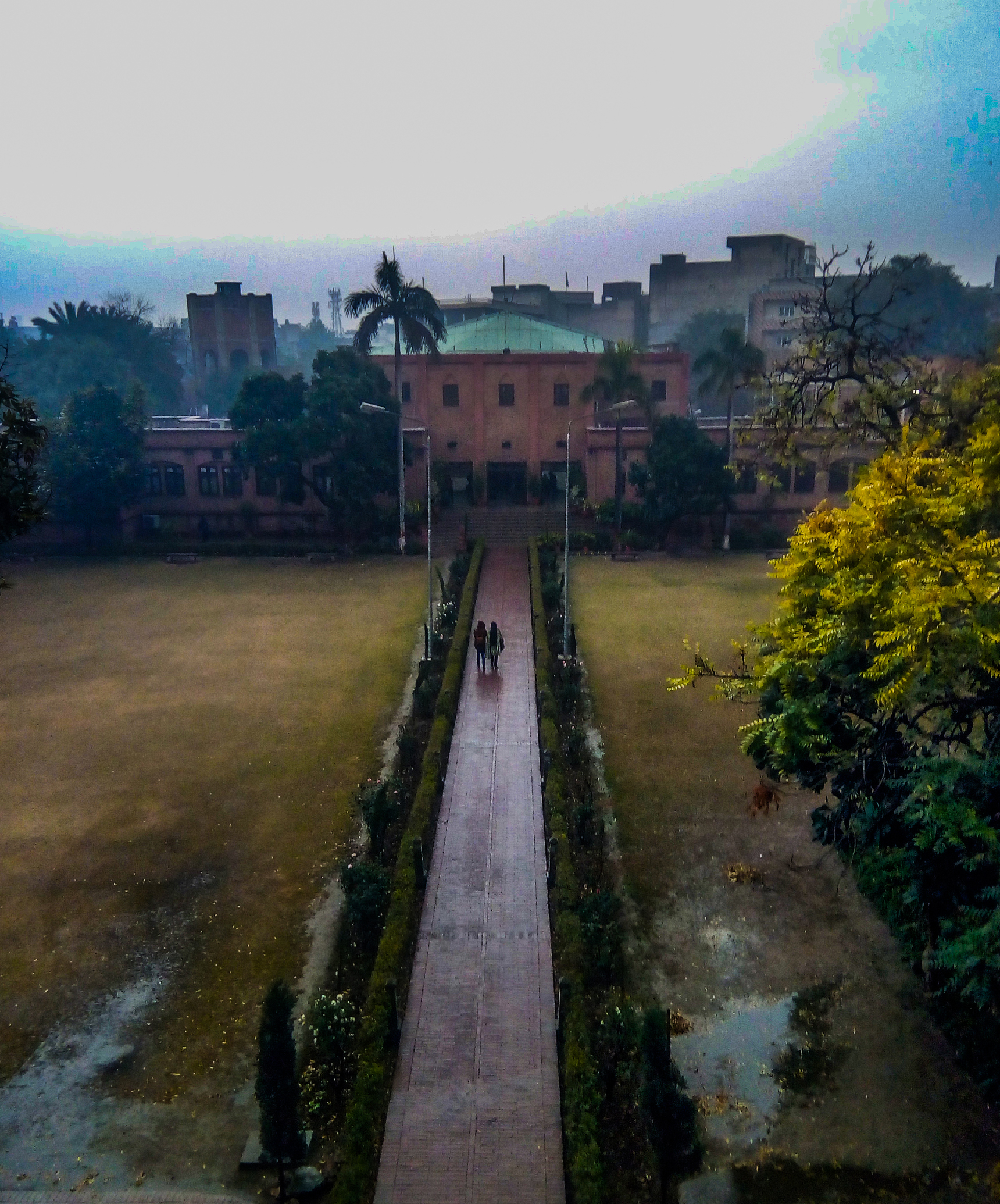
Government College University Lahore: Brücke zum Bokhari-Auditorium

## Ehrungen
- 1944 wurde Bokhari zum Companion des Order of the Indian Empire (CIE) ernannt.[15][16]
- 1998 anlässlich seines hundertsten Geburtstags, gab die pakistanische Post eine Gedenkbriefmarke zu seinen Ehren unter der Serie „Pioneers of Pakistan“ heraus.[17][18]
- 2004 wurde ihm vom pakistanischen Präsidenten Pervez Musharraf der Nationalpreis Hilal-e-Imtiaz, die zweithöchste zivile Auszeichnung des Landes, posthum verliehen.

Die tunesische Regierung benannte in Tunis eine Straße nach ihm, in Anerkennung seines Beitrags zur Unabhängigkeit Tunesiens von der französischen Kolonialherrschaft im Jahr 1956. Es gibt auch in Islamabad (Pakistan) eine Straße, die nach ihm benannt ist.
Die Government College University Lahore nannte ihm zu Ehren ihr neues Auditorium „Bokhari Auditorium“.

## Veröffentlichungen
- 1927: Patras kay mazameen (Artikel von Patras). Oxford University Press, Karachi, Pakistan 2011, ISBN 978-0-19-906866-1 (Urdu, Erstausgabe:  1927).
- 1950: Liaquat Ali Khan: Pakistan, the heart of Asia. Speeches in the United States and Canada, May and June 1950. A. S. Bokhari war der Redenschreiber. Harvard University Press, Cambridge, Massachusetts 1950 (englisch).[2]
- 1951: mit Eugene R. Black, J. David Goldin, Andrew W. Mellon Foundation, Marr Sound Archives: The United Nations today. 1951-09-18. J. David Goldin collection, 1951, OCLC 300311224 (englisch).
- 1955: mit James Thomson Shotwell: Aims of the United Nations. Dutton, New York 1955, OCLC 490695998 (englisch).
- 1955: mit David Cushman Coyle: The United Nations and how it works. New American Library, New York 1955, OCLC 964500 (englisch).